# Percy Dockrell
Henry Percy Dockrell (* 27. Dezember 1914 in Dublin; † 22. November 1979) war ein irischer Politiker der Fine Gael. Er war von 1951 bis 1957 und von 1961 bis 1977 Teachta Dála (Abgeordneter) des Dáil Éireann, dem Unterhaus des irischen Parlaments (Oireachtas).

## Leben
Dockrells Familie war politisch engagiert. Sein Bruder Maurice E. Dockrell (1908–1986) war Lord Mayor of Dublin und ebenfalls Abgeordneter im Dáil. Sein Vater Henry Morgan Dockrell war Abgeordneter wie auch sein Großvater Maurice Dockrell.
Bei den Wahlen 1948 versuchte er, im Wahlkreis Dún Laoghaire and Rathdown ohne Erfolg in den Dáil einzuziehen. Erst bei den Wahlen 1951 konnte er dann einen Sitz gewinnen, den er auch bei den Wahlen 1954 halten konnte. Bei den Wahlen 1957 wurde er abgeschlagen Fünfter und verlor seinen Sitz. Bei den Wahlen 1961 konnte er wiederum einen Sitz im Wahlkreis erringen. Bei den Wahlen 1965, 1969 und 1973 konnte er seinen Erfolg wiederholen. Als er bei den Wahlen 1977 im neu zugeschnittenen Wahlkreis Dún Laoghaire antrat, verlor er seinen Sitz.
Er war seit 1942 mit Dorothy Wadsworth Brooks verheiratet und hatte mit ihr zwei Kinder.